# Procellaria westlandica
La pardela de Westland (Procellaria westlandica), también denominada fardela de Nueva Zelanda, petrel de Nueva Zelanda y petrel negro, es una especie de ave procelariforme de la familia Procellariidae del océano Pacífico que cría en los bosques de Nueva Zelanda. Está amenazada por los depredadores introducidos en Nueva Zelanda.

## Descripción
Es un procelariforme de gran tamaño, con una longitud de entre 50 y 55 cm y una envergadura alar de entre 135 y 140 cm. El plumaje de la pardela de Westland es de color pardo oscuro, casi negro. Su pico es amarillento con la punta negra. Sus patas también son negras. 

## Distribución
Tiene una área de cría muy reducida, en la actualidad restringido a una pequeña región de la costa occidental de la isla Sur de Nueva Zelanda, en una zona protegida de colinas densamente arboladas del parque nacional de Paparoa donde anida en madrigueras. Fuera de la época de cría se extiende por el océano Pacífico desde Tasmania hasta Chile.

## Comportamiento
Pesca peces y calamares, también suele alimentarse con los desechos de los pesqueros.

## Estado de conservación
La pardela de Westland está amenazada por los depredadores introducidos, especialmente los gatos asilvestrados. También se ve afectada por las captura accidentales de la pesca comercial. El gobierno de Nueva Zelanda y el departamento de conservación han puesto en marcha medidas de control de los gatos y otros predadores en sus colonias. Su población en la actualidad es estable con tendencia ascendente aunque en números muy bajos, de unas 2000 parejas reproductoras.